# 統一人民党 (ジャマイカ)
統一人民党（とういつじんみんとう、英語：United People's Party）は、アントネット・ホートン=カーデナスが率いるジャマイカの政党。2007年9月3日に行われた直近の選挙で議席を得ることができなかった。統一人民党は先住民による経済参加機会の拡大を主眼とした進歩的自由主義者による政党で、ジャマイカ国内の政治において多元文化社会を志向する翼を形成している。